# 1994 PP
1994 PP är en asteroid i huvudbältet som upptäcktes den 11 augusti 1994 av den amerikanska astronomen Eleanor F. Helin vid Palomarobservatoriet.
Asteroiden har en diameter på ungefär 11 kilometer och den tillhör asteroidgruppen Pallas.